# 国際アメリカン・スタディーズ協会
国際アメリカン・スタディーズ協会（こくさいアメリカン・スタディーズきょうかい、英: International American Studies Association、略: IASA）は、アメリカという研究対象に対する考え方と情報をめぐって国際的対話を促進することを目的とする。本協会は、アメリカ研究に携わるあらゆる国の教員、学者、学生相互間の対話・交流の場であり、南北アメリカの文化と社会を研究する世界で唯一の国際性と独立性のある非政府組織である。創設会議は2000年、イタリアのベラージオで開催された（後出）。IASAは、世界の40カ国以上からの会員を擁する非営利的、国際的、教育系団体としてオランダにおいてオランダ法にもとづいて登録されている。創立会長はアメリカ合衆国ペンシルベニア州立大学 Professor Djelal Kadir。現会長は、イタリアのローマ・サピエンザ大学のProfessor Giorgio Mariani。

## 概要
2000年7月1日、イタリア北部のベラージオにあるロックフェラー財団のセンターに、ペンシルベニア州立大学教授のDjelal Kadir ほか、世界中からアメリカ研究者が集い、国際アメリカン・スタディーズ協会の創設会議を開催した。
参加者は次の15名のアメリカニストを含む総勢21名。Djelal Kadir,　Greg C. Cuthbertson (南アフリカ)、Philip Davies（イギリス）、 Maureen Montgomery (ニュージーランド)、 Gönül Pultar (トルコ)、 Theo D'Haen（オランダ）、 Emory Elliott（アメリカ合衆国）、 Winfried Fluck（ドイツ）、 Cristina Giorcelli（イタリア）、 Heinz Ickstadt（ドイツ）、Joseph Jařab（チェコ）、 佐藤育子（日本）、Werner Sollors（アメリカ合衆国）、Sonia Torres（ブラジル）、 Lois Parkinson Zamora（アメリカ合衆国)。
IASAの第1回世界会議は、2003年5月にオランダのライデンで開かれた。30カ国以上からの参加をえて盛大に行なわれた。IASA世界会議の大きな特徴として、その終了後、査読を経てセレクティッド・プロシーディングズが出版される（後出）。それに若手・中堅研究者からの優れた応募論文にはエモリー・エリオット賞が授与される（後出）。

## 事業/活動
主たる事業活動として、「世界会議」と称する国際コンファレンス開催、エリオット賞の選考・授与、オンライン会誌『リアス』(RIAS)の発行、セレクティッド・プロシーディングズの発行等がある。

### 世界会議
「世界会議」と称する国際コンファレンスを2年毎に開催。
- 第1回世界会議：2003年5月22-24日、オランダ・ライデン大学 2003-Leyden Program
- 第2回世界会議：2005年8月18-20日、カナダ・オタワ大学　2005-Ottawa Congress Outline
- 第3回世界会議：2007年9月20-23日、ポルトガル・リスボン大学 2007-Lisbon Program
- 第4回世界会議：2009年9月17-20日、中国・北京外国語大学　2009-Beijing Program
- 第5回世界会議：2011年7月27-29日、ブラジル・連邦フルミネンセ大学（リオデジャネイロ）
- 第6回世界会議：2013年8月3-6、ポーランドのバルト海沿岸の都市シチェチンにて開催: 6th IASA World Congress to be held during August 3-6, 2013 in the city of Szczecin of Poland. (Congress Chair/ Organizing Coordinator: Pawel Jedrzejko, University of Silesia in Katowice, Poland/ IASA)

### セレクティッド・プロシーディングズ
IASA世界会議を大きく特徴づける点は、世界会議終了後、査読(peer review)を経てのセレクティッド・プロシーディングズ出版である。
- How Far is it from Here to America, Selected Proceedings of the first World Congress of the International American Studies Association, 22-24 May 2003. Ed. Theo D’Haen, Paul Giles, Djelal Kadir and Lois Parkinson Zamora. Amsterdam and New York: Rodopi. 本の概要 (Outline of the book)　Book entry at Google Books
- Americas' Worlds and the World's Americas/ Les mondes des Amériques et les Amériques du monde (The Proceedings of the 2nd International American Studies Association World Congress held at the University of Ottawa, August 18-20 2005). Ed. Amaryll Chanady, George Handley and Patrick Imbert (ed./directeurs). University of Ottawa/ Université d’Ottawa/ Legas, Ottawa, 2006. 本の内容案内
- Trans/American, Trans/Oceanic, Trans/lation: Issues in International American Studies. (Selected Proceedings of the third World Congress of the IASA, 20-23 August 2007) Ed. Susana Araújo, João Ferreira Duarte and Marta Pacheco Pinto. Newcastle upon Tyne, UK: Cambridge Scholars, 2010. 参考文献 Book entry at Amazon.com

### エモリー・エリオット賞
若手ないし中堅研究者の優れた世界会議応募論文に対して、エモリー・エリオット賞（Emory Elliott Award for Outstanding Paper Presented at an IASA World Congress）が授与される。詳細は規定を参照されたい。

### 会誌
RIAS オンライン・ジャーナル (RIAS Online Journal)

### 入会案内
入会および会員規定については、会員規定 (Membership)を参照されたい。

## 運営組織
IASA執行役員、一般理事等は以下のとおり。

### 執行役員
- 会長： Giorgio Mariani（イタリア、ローマ・サピエンザ大学）
- 副会長： Manuel Broncano（スペイン、レオン大学）
- 事務局長： Manju Jaidka（インド、パンジャブ大学）

### 一般理事
Susana Araujo,  Albena Bakratcheva, Afef Benessaieh, David Goodman, Guiyou Huang, Keiko Ikeda, Patrick Imbert, Donatella Izzo, Sangjun Jeong, Gulshan Kataria, Amanda Lagerkvist, Jin Li, Ana Mauad, Maureen Montgomery, Basem Ra'ad, UlF Reichardt, Begonia Simal-Gonzalez, Silvia Spitta, Peter Swirski, Douglas Tallack

### 理事会と総会
理事会（Executive Council） は、執行役員、常設委員会委員長、一般理事から構成される。理事会は下部の諸委員会を指名することができる。

### 歴代会長/創立事務長
- 創立会長：Djelal Kadir
- 創立事務局長：Theo D'Haen
- 第2代会長: Paul Giles[9](2005-2007)
- 第3代会長: Jane Desmond (2007-2011)

### RIAS編集チーム
- 主幹・編集人：Cyraina Johnson-Roullier（アメリカ合衆国）
- 副編集人：Pawel Jedrzejko（ポーランド）、Nancy Earle（カナダ）
- 編集委員会：Amy Kaplan, Maureen Montgomery, Enikő Bollobás, Ulf Hannerz,　Sun Youzhong, Jørn Brøndal, Amanda Lagerkvist, Christopher Saunders, Theo D'Haen, Liam Kennedy, Sieglinde Lemke, Ian Tyrell, Helmbrecht Breinig, Rosario Faraudo, Djelal Kadir, Anders Olsson, Giorgio Mariani
- IASAウェブ管理者： Korora